# 佐野一男
佐野 一男（さの かずお、1928年 - 1993年）は、日本の実業家。

## 略歴
1928年埼玉県粕壁町（現春日部市）に生まれる。大学卒業後、株式会社伊勢屋に勤務。
1973年株式会社伊勢屋の代表取締役社長就任。佐野一男は各種団体の長として春日部市の発展に貢献し、後継者に強い影響を与えた。1993年永眠。

## 粕壁と伊勢屋について
粕壁とは東武春日部東口の中心部、旧国道沿いにあった江戸時代の・武蔵国粕壁宿（現・埼玉県春日部市）で、荒物商、穀物商、桐箪笥の家具店など並ぶ商業町として栄えた。
伊勢屋とは、慶長年間に、栄えつつあった武蔵国日光道中粕壁宿にて、佐野伊兵衛が荒物商・伊勢屋伊兵衛家を創業し、後に街道を挟んで向かい側に、弟惣兵衛が米穀商・伊勢屋惣兵衛家（伊勢惣）を分家した。名字帯刀・裃着用を許された創業400年を超える街道有数の老舗である。
かつては（昭和時代終戦後期）、戦災を免れた伊勢屋などの財をなした旦那衆の広大な大商家の黒漆喰の土蔵が連なり、 特産桐箪笥の大塚家、島村家や丸屋など素封家が建ち並んでいた。
日光街道を挟んで向かいあう老舗大商家伊勢屋・伊勢惣の建築年代は江戸時代にまで遡る。分厚い鬼瓦に三連観音開き。いくつもの土蔵が連なり、屋敷を黒塀が囲む。黒漆喰の店舗と白漆喰の袖蔵の間口の重厚な土蔵の歴史的価値ある大規模商家建築であった。
バブル期以降は春日部市の旧市街再開発事業 によって道路拡張・高層化され、古くからの商家の多くが取り壊され旧街道から立ち退いた。創業400年の重要文化財級の老舗大商家伊勢屋・伊勢惣の店舗建築も、15代当主佐野一男没後に、春日部市の旧市街再開発事業によって解体され旧街道から姿を消した。旧粕壁宿地域の多くはRC造のマンション等にされて、江戸の面影は消えつつある。川越市 のように文化財として町並み保存活用出来なかったかと古民家建築を惜しむ有識者は多い。

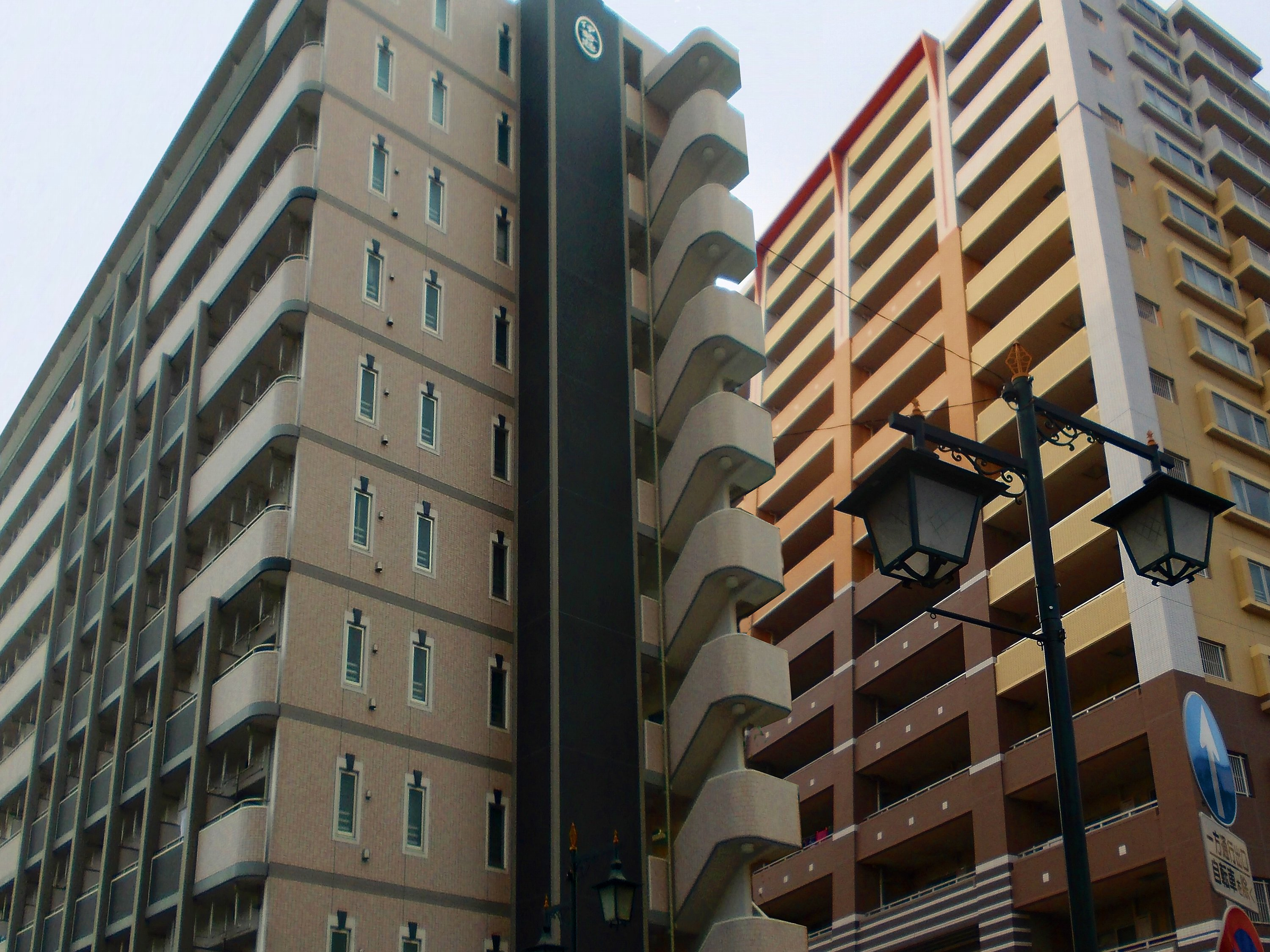

## 関連人物
古くから交流がある粕壁（春日部）の有力商家に、大塚家（大塚家具）、島村家（島忠）、新井家（マルヤ）。
親族の実業家に、前原章宏（とりせん）、小島勝平（コジマ）。
埼玉県の政治家に、三枝安茂春日部市長、土屋義彦参議院議長・埼玉県知事。